# Эрдман, Аллан Ричардович
А́ллан Ри́чардович Э́рдман (род. 11 июля 1933, Великие Луки, Псковская область) — один из лучших советских стрелков из боевой крупнокалиберной винтовки, серебряный призёр Олимпийских игр 1956 в Мельбурне в упражнении 3×40 выстрелов, заслуженный мастер спорта СССР, заслуженный тренер СССР (1982).

## Биография
Родился 11 июля 1933 года в Великих Луках Псковской области.
Увлечение стрелковым спортом появилось у Эрдмана ещё тогда, когда он учился в ремесленном училище, овладевая искусством резьбы по дереву. Сначала он овладел стрельбой из малокалиберной винтовки, затем начал осваивать технику стрельбы из армейской винтовки и из произвольной.
В 1949—1954 годах выступал за «Трудовые резервы» (Москва), в 1954—1963 годах служил в Вооружённых Силах СССР (в Московской области).
В 1956 году Эрдман установил всесоюзный рекорд в «стандарте 3×20» из малокалиберной винтовки с результатом 589 очков. В этом же году на Спартакиаде народов СССР он стал чемпионом страны. Затем были международные соревнования в Бухаресте, на которых Эрдман показал лучшее в мире достижение — 1144 очка.
В 1956 году Аллан Ричардович стал серебряным призёр Олимпийских игр в Мельбурне в упражнении 3×40 выстрелов (с результатом 1137 очков). Всего одно очко Эрдман уступил чемпиону Василию Борисову.
Пятикратный чемпион СССР в 1955—1957, 1963 годах.
Работал тренером ЦСКА.

## Награды
- Орден «Знак Почёта» (27 апреля 1957 года) — «за успехи, достигнутые в деле развития массового физкультурного движения в стране, повышения мастерства советских спортсменов, и успешное выступление на международных соревнованиях»
- Медаль ордена «За заслуги перед Отечеством» II степени (18 ноября 2010 года) — «за заслуги в развитии физической культуры и спорта и многолетнюю добросовестную работу»[4][5].